# Alien Weaponry
Alien Weaponry (укр. Чужорідне озброєння) — треш-метал гурт з Вайпу (Нова Зеландія), створений у 2010 році братами Генрі та Льюїсом де Йонгами. Гурт складається з Льюїса де Йонга (гітара та вокал), Генрі де Йонга (ударні) та Етана Трембата (бас-гітара). Всі три члени колективу мають етнічне походження маорі, а деякі з їх пісень написані мовою маорі.

## Історія
Alien Weaponry сформований в Окленді в 2010 році гітаристом і вокалістом Льюїсом де Йонгом та ударником Генрі де Йонгом, яким, відповідно, було лише 8 і 10 років.   Брати назвали гурт Alien Weaponry після перегляду фільму Дев'ятий округ (англ. District 9). Згодом, після переїзду в маленьке містечко Вайпу, в квітні 2013 року до них приєднався бас-гітарист Етан Трембат.  Трембат замінив Уайта Лайнтінгса, який попереднього року недовго грав на цьому інструменті. Командою керує батько хлопчиків де Йонг, Ніл, що сам є досвідченим рок-музикантом та інженером звукозапису. Їхня мати Єтта, також бере участь у роботі гурту, допомагаючи з концертами та рекламою. 
У 2016 році гурт виграв у національних фіналах Smokefreerockquest і Smokefree Pacifica Beats – як єдиний гурт, що будь-коли вигравав обидва заходи. Раніше, в 2015 році, вони займали друге місце у Smokefree Rockquest, і були регіональними фіналістами протягом чотирьох років. Гурт також гастролював з колективом Devilskin (що займав перші щаблі в чарті Нової Зеландії) в рамках туру "We Rise" у 2014 році і виступили в "Powerstation", на підтримку Shihad у травні 2015 року.   Вважається, що Alien Weaponry є наймолодшим одержувачем, який коли-небудь отримував фінансування від New Zealand on Air за пісню "Ru Ana Te Whenua" у жовтні 2015 року. Вони отримали грант на суму 10 000 $ для завершення запису своєї пісні та створення відеоролика у 2015 році,  а потім ще два гранти в розмірі 10 000 $ від NZ Air в 2016 році, щоб записати свої сингли "Urutaa" і "Raupatu" та випустити музичні ролики.
У 2016 році британський журнал UK Metal Hammer назвав гурт одним із 10 найуспішніших виконавців хард-року та металу в Новій Зеландії.

## Альбоми
Alien Weaponry випустили свій дебютний міні-альбом (EP) The Zego Sessions в серпні 2014 року і розпочали роботу над новим альбомом в Roundland Studios в Окленді (належить новозеландському співаку і гітаристу Нілу Фінну (Neil Finn) разом з продюсером Томом Ларкіном у вересні 2015 року.    У листопаді 2016 року Alien Weaponry випустили свій сингл та музичне відео для "Urutaa" як перший рідок їхнього майбутнього альбому. У лютому 2017 року відбувся вихід другого синглу  "Raupatu", а в липні 2017 року з’явився "Rū Ana Te Whenua".
1 червня 2018 року побачив світ альбом Tū,  дебютуючи під п'ятим номером в чартах альбомів Нової Зеландії,  здобувши титул найпопулярнішого альбому тижня Нової Зеландії.  За перший тиждень після виходу альбому він мав понад мільйон трансляцій на Spotify; а треки з нього додавалися до більш ніж 8000 плейлистів по всьому світі, включно з власними метал-жанровими плейлистами Spotify: New Blood, New Metal Tracks, Kickass Metal і Thrash Metal Big 4 & Friends. Крім того, за перший тиждень пісні з альбому транслювали більше ніж 50 радіостанцій у США, а сингл гурту "Kai Tangata" здобув перше місце в престижному "Devil's Dozen" на Liquid Metal show нью-йоркського радіо Sirius XM, зсунувши металевих важкоатлетів Parkway Drive з верхнього рядка.

## Музичний стиль та тематика пісень
Гурт Alien Weaponry часто порівнюють з відомим бразильським гуртом Sepultura. В обох випадках, групи були засновані рідними братами. Обидві команди у власній творчості спираються на етнічну спадщину, а також мають спільну тематику воєн та соціальних викликів в текстах. 
Одне з важливих покликань Alien Weaponry – збереження мови предків. Вони часто співають на мові Маорі "Те Рео", щоб зберегти її живою та уникнути повного зникнення. Крім цього, хлопці, допомагають боротися з таким культурним явищем як Whakamā, еквівалентом якого є почуття культурної ганьби внаслідок Європейської колонізації 19 ст. Це явище характеризується почуттями сорому, неповноцінності та відключення від світового життя. 
Завдяки своєму батьку, Нілу, хлопці виховувались не лише в любові до рідної культури, а й до металевої музики. В їхньому домі лунала творчість таких виконавців як: Metallica, Rage Against the Machine, Lamb of God і Pantera. Саме тому, коли вони вирішили грати власну музику, то зупинились на поєднанні етнічної спадщини і металу.  Крім цього, гурт активно використовує традиційний військовий танець маорі - гака, що є як обличчям колективу, так і засобом об'єднати різних людей.
Дебютний сингл Alien Weaponry, "Urutaa", частково співається на мові Маорі і оповідає про зіткнення ідей та очікувань, що призводять до стресу та нещастя, подібного до лиха чи urutaa (спалаху). Лірика маорі відсилає до подій, які трапились на Островах Бей у 1800-х роках: історія з кишеньковим годинником капітана Джеймса Цероні, що став символом прокляття (1808рік)  та конфліктом між матросом-маорі та іншим капітаном у 1809 році. Непорозуміння завершилося різаниною на Бойді  — сумним ланцюгом подій в колоніальній історії Нової Зеландії. Як пояснює гурт: "Цей інцидент використовується в цій пісні як метафора до непорозумінь, що продовжують охоплювати нас і сьогодні: між культурами, поколіннями та окремими людьми, які мучать один одного через відсутність розуміння".
Другий сингл групи "Raupatu" (з'явився у лютому 2017 року) стосується конфіскації земель колоніальним урядом Нової Зеландії у 1800-х роках та несправедливим законодавством 1863 року, що дозволило це здійснити. Їхній третій сингл, "Rū Ana te Whenua" (тремтяча земля), що побачив світ 1 липня 2017 року, присвячений великій битві на Gate Pā  в 1864 році, де загинув їхній пра-пра-прадід, Те Ахоахо.   Це був бій, в якому 230 воїнів маорі захистили свій форт від добре озброєної 1700-тисячної Британської армії. "Це крута тема: ця битва, в якій шанси перевищували 5 до 1", говорить Генрі. "Маорі захищали свою землю, але вони й близько не мали такої кількості людей, яку мала Британська армія, проте вони все-таки перевершили їх і виграли той бій!" 

## Концертна діяльність
Після підписання контракту з відомим міжнародним лейблом Napalm Records, який забезпечив належне просування, гурт здобуває світову репутацію в основному завдяки використанню культури маорі. Після цього було проведено низку міжнародних турів у 2018 році, починаючи з Австралії, а згодом країнами ЄС: Німеччина — фестиваль "Wacken Open Air", Іспанія - "End Of Summer Fest", та словенський "Metaldays",  включно з планами на 2019 рік.  Після підкорення Європи гурт вирушив у турне Північною Америкою, в рамках підтримки відомого індастріал-метал гурту Ministry.  7 грудня 2018 року Alien Weaponry виступили у Нью-Йорку на відомому концертному майданчику Irving Plaza. 

## Дискографія
- The Zego Sessions (EP) (2014)
- Tū (альбом) (2018)